# Emathis portoricensis
Emathis portoricensis is een spinnensoort in de taxonomische indeling van de springspinnen (Salticidae).
Het dier behoort tot het geslacht Emathis. De wetenschappelijke naam van de soort werd voor het eerst geldig gepubliceerd in 1930 door Alexander Petrunkevitch.